# U 149 (U-Boot, 1940)
U 149 war ein deutsches U-Boot vom Typ II D, das im Zweiten Weltkrieg von der deutschen Kriegsmarine eingesetzt wurde.

## Geschichte
Der Auftrag für das Boot wurde am 25. September 1939 an die Werft Deutsche Werke, Kiel vergeben. Die Kiellegung erfolgte am 25. Mai 1940, der Stapellauf am 19. Oktober 1940. Die Indienststellung unter Oberleutnant zur See Horst Höltring fand schließlich am 13. November 1940 statt.
Das Boot gehörte nach seiner Indienststellung am 13. November 1940 bis zum 31. Dezember 1940 als Ausbildungsboot zur 1. U-Flottille in Kiel. Vom 1. Januar 1941 bis zum 21. Juni 1941 Schulboot in der 22. U-Flottille in Gotenhafen, kam es ab dem 22. Juni 1941 bis zum 31. August 1941 als Frontboot dieser Flottille zum Einsatz. Nach der aktiven Dienstzeit kam U 149, vom 1. September 1941 bis zum Mai 1945, wieder als Schulboot zur 22. U-Flottille nach Gotenhafen bzw. Wilhelmshaven. Wie die meisten deutschen U-Boote seiner Zeit trug auch U 149 ein Bootsemblem. Die Besatzung wählte einen Jäger, der auf einem wilden Eber reitet, nachdem der Leitende Ingenieur in der Nähe von Gotenhafen eine Wildsau erlegt hatte.

## Einsatzstatistik
Kommandant Höltring unternahm mit U 149 eine Feindfahrt, auf der er ein U-Boot mit 206 t versenken konnte.

### Erste Unternehmung
Das Boot lief am 18. Juni 1941 um 9.15 Uhr von Gotenhafen aus und lief am 11. Juli 1941 um 7.15 Uhr wieder dort ein. Auf dieser 24 Tage dauernden und 989 sm über und 843 sm unter Wasser langen Unternehmung in die Ostsee vor Ösel, Dagö und Hangö wurde am 27. Juni 1941 das sowjetische, mit 206 t vermessene U-Boot M-101 (Lage) durch einen Torpedotreffer versenkt.

## Verbleib
U 149 wurde am 21. Dezember 1945 um 03.35 Uhr, auf dem Weg zur Operation Deadlight, im Schlepp der Cawsand Bay, nach Bruch der Schleppverbindung durch Artilleriefeuer vom polnischen Zerstörer Piorun versenkt. Die Position war  56° 4′ N, 9° 35′ W im Marine-Planquadrat AM 5243.